# پل بانیستر
پل بانیستر (انگلیسی: Paul Bannister; ۱۱ اکتبر ۱۹۴۷ – ) بازیکن فوتبال اهل بریتانیا بود.
از باشگاه‌هایی که در آن بازی کرده‌است می‌توان به باشگاه فوتبال ایستوود، باشگاه فوتبال میلتون یونایتد، و باشگاه فوتبال پورت ویل اشاره کرد.